# ريتشارد هويل
ريتشارد هويل (2 يناير 1982 بغلوستر في المملكة المتحدة - ) (بالإنجليزية: Richard Howell)‏ هو لاعب كريكت بريطاني.